# Oregon, Wisconsin
Oregon là một làng thuộc quận Dane, tiểu bang Wisconsin, Hoa Kỳ. Năm 2006, dân số của làng này là 7514 người.